# Metrobús Pya'e Porã
El Metrobús Pya'e Porã fue un proyecto en construcción del Ministerio de Obras Públicas y Comunicaciones de Paraguay, en convenio con los municipios de Asunción, Fernando de la Mora y San Lorenzo, para implementar un sistema de autobuses de tránsito rápido tipo BTR (o BRT, por sus siglas en inglés) en la región metropolitana de Asunción, específicamente sobre el eje Avda. Eusebio Ayala - Ruta 2 Mariscal Estigarribia. 
Actualmente el proyecto se encuentra cancelado. La empresa Mota-Engil, ganadora de la licitación, decidió abandonar la obra por supuestas irregularidades. Solo se completó el 60 por ciento del Tramo III, y menos del 30% del paquete de trabajos que debía realizar Mota Engil.
Las obras iniciaron en enero del 2017, se previó culminar en diciembre de 2018, con plazo prorrogado. Solo 800 metros del tramo metrobús fueron habilitados. En abril de 2020, el proyecto fue rescindido y las obras fueron demolidas.

## Recorrido
El sistema consistiría en su fase inicial en un sistema que uniría los centros de las ciudades de San Lorenzo y Asunción pasando por Fernando de la Mora, utilizando como base el eje conformado por la Ruta 2 Mcal. Estigarribia - Eusebio Ayala, con 23 paradas y cuatro clases de servicios.

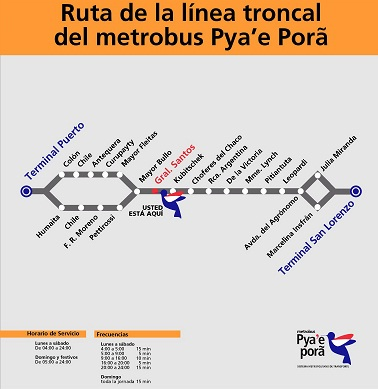
Ruta que recorrerá la troncal con sus respectivas paradas

Se crearía una línea troncal de unos 17 km de longitud con sus terminales de transbordo o integración, estaciones de piso elevado y su red de alimentación. Se estima que el sistema podrá abastecer alrededor del 40% de la demanda total de transporte público del área metropolitana de Asunción.

## Obra inconclusa, caos y conflictos
La empresa Mota Engil fue adjudicada en febrero del 2016 para que se encargue de realizar el corredor central del metrobús que se pretendía extender sobre la avenida Eusebio Ayala desde General Aquino hasta la avenida Defensores del Chaco (Tramo II) y de este último punto hasta la Universidad Nacional de Asunción (Tramo III). En total son 11 kilómetros.
El lunes 9 de enero del 2017 iniciaron los trabajos en la zona, previo acondicionamiento de las calles que iban a servir como alternativas. Se estimó concluir el tramo San Lorenzo hasta la avenida Defensores del Chaco a fines del 2017, sin embargo, en abril de 2018 se logró habilitar solamente 800 metros de obra.
Por su parte, el Tramo II que va del Mercado 4 hasta el viaducto de Defensores del Chaco, ni siquiera inició. En diciembre de 2018 tenían que entregar los trabajos para su habilitación, prórroga incluida. Sin embargo, en octubre de ese año, desde el Gobierno se informó que la empresa Mota Engil abandonó el proyecto. El ministro de Obras Públicas, Arnoldo Wiens, anunció que abrirán una investigación penal para determinar las responsabilidades. Por otra parte, la empresa portuguesa negó haber abandonado las obras y responsabilizó al Gobierno de Horacio Cartes por la falta de avance, alegando incumplimiento de algunos puntos del contrato.

### Consecuencias y cancelación del proyecto
Se perjudicó a más de 200 comercios que tuvieron que cerrar sus puertas o despedir personal (más de 1200 personas) por la intransitable y desolada arteria. En varias ocasiones se observó que no había obreros trabajando en el sitio. Con cada lluvia, el área solo acumulaba agua, tornando peligrosa la travesía de transitar por el sitio. Eso sin mencionar los embotellamientos que generaba este trabajo cada hora pico, desde su inicio.
Desde el Ministerio de Obras Públicas y Comunicaciones (MOPC), en abril de 2019 admitieron que el sistema metrobús, tal como se ejecutó hasta ahora, no es viable. Todavía no se decidió oficialmente qué proyecto reemplazará al fallido metrobús. Según el gerente de la obra, Óscar Stark, la misma se va a desmontar o reformar lo que se hizo actualmente, refiriéndose a las paradas en el medio de la ruta Mcal. Estigarribia. Stark conversó con la emisora Radio 1000 y afirmó que se están analizando las alternativas. Una de ellas es la implementación de “buses rápidos” sobre las vías ya instaladas, como corredores exclusivos y con paradas especiales. Sin embargo, en abril de 2020, el proyecto fue rescindido y las obras fueron demolidas.

## Fuente energética
El sistema inicialmente previsto buscaba la instalación de unidades movidas con gasoil. Sin embargo, después de numerosos presiones de la prensa, sociales y ciudadanas, el Ministerio de Obras Públicas y Comunicaciones optó por el sistema eléctrico con trolebuses. Debido a que la producción eléctrica paraguaya es monopolio del estado y proviene de fuentes renovables, esta decisión supondría no solo menos gastos operativos y mayor independencia energética, sino principalmente un daño ambiental mucho más leve.

## Origen del nombre Metrobus Pya'e Porã
El nombre Metrobus fue dado en cuanto el método de funcionamiento del sistema presenta algunas características similares a uno de metro. Pya'e Porã viene del guaraní, lengua oficial en Paraguay, y cuyo significado en el idioma español es "bien rápido". El colibrí presente en el logotipo se debe a la asemejanza al funcionamiento del sistema proyectado: veloz y el breve período que permanece estático.